# دوغ غيليسبي (سياسي)
دوغ غيليسبي هو سياسي أمريكي، ولد في 13 أغسطس 1958 في بلدة أبينغتون ‏ في الولايات المتحدة. نشط حزبياً في الحزب الجمهوري.

## وصلات خارجية
- دوغ غيليسبي (سياسي) على موقع IMDb (الإنجليزية)